# Виннеба
Виннеба (англ. Winneba) — город в Гане, административный центр муниципального района Эффуту (англ.) в Центральной области.
Расположен на южном побережье Ганы в 56 км к западу от столицы Аккры и в 140 км к востоку от Кейп-Кост, административного центра области.
Традиционно известен как Симпа, является рыбацким городком в Гане.
Население составляет 60 331 человек. Занимает 32 место по численности населения в своей стране (Гана), 4 место в Центральной области.

## История
Известен с XV века. С доколониальных времен до образования британской колонии Золотой Берег (Эффуту) Виннеба служил портовым городом. Британцы построили здесь Форт Виннеба (англ.). В колониальную эпоху Виннеба играла роль порта, связывающего Европу с Золотым Берегом. Название «Winneba» происходит от слова «ветреная бухта» на местном наречии.

## Экономика
Основными отраслями являются рыболовство и гончарство. В последнее время постепенно набирает популярность туризм из-за близости к Аккре и из-за многокилометровых песчаных пляжей близ Виннебы.

## Образование
Здесь с 1992 года работает Университет образования, имеется единственный спортивный колледж в стране.

## Города-побратимы
- Бирмингем (Алабама), США
- Шарлотсвилл (Виргиния), США
- Лоуэлл (Массачусетс), США

## Известные уроженцы
- Куэйсон-Сэки, Алекс (1924—1992) — ганский дипломат, министр иностранных дел (1965—1966).
- Тарксон, Адольфус (1933—1993) — ганский композитор и музыковед.